# Futbol a Haití
El futbol és l'esport més popular a Haití.
És dirigit per la Fédération Haïtienne de Football. Administra la selecció de futbol d'Haití i organitza la lliga haitiana de futbol. El principal èxit en la història del futbol haitià fou la classificació de la selecció per al Mundial de 1974.

## Competicions

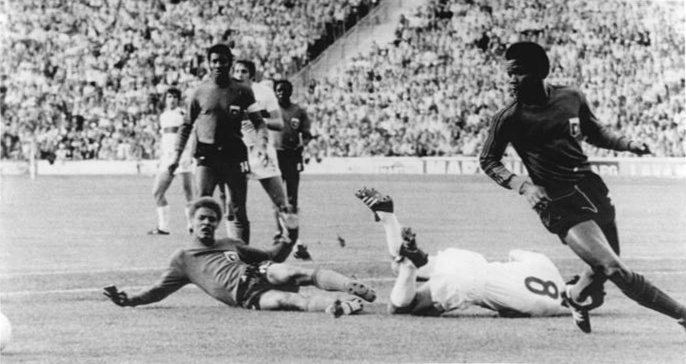
Partit Itàlia-Haití del Mundial de 1974.

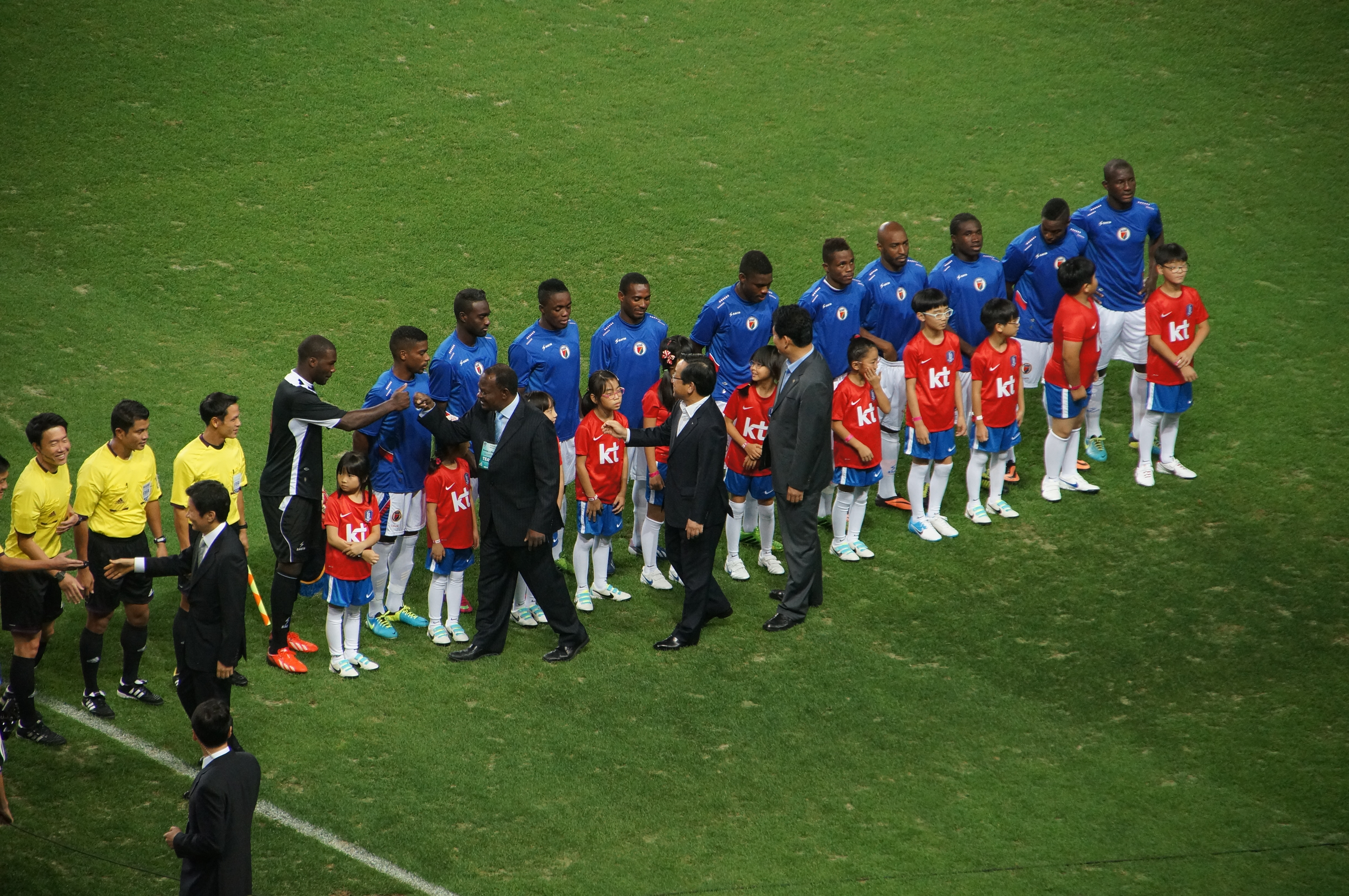
Selecció d'Haití el 2013.

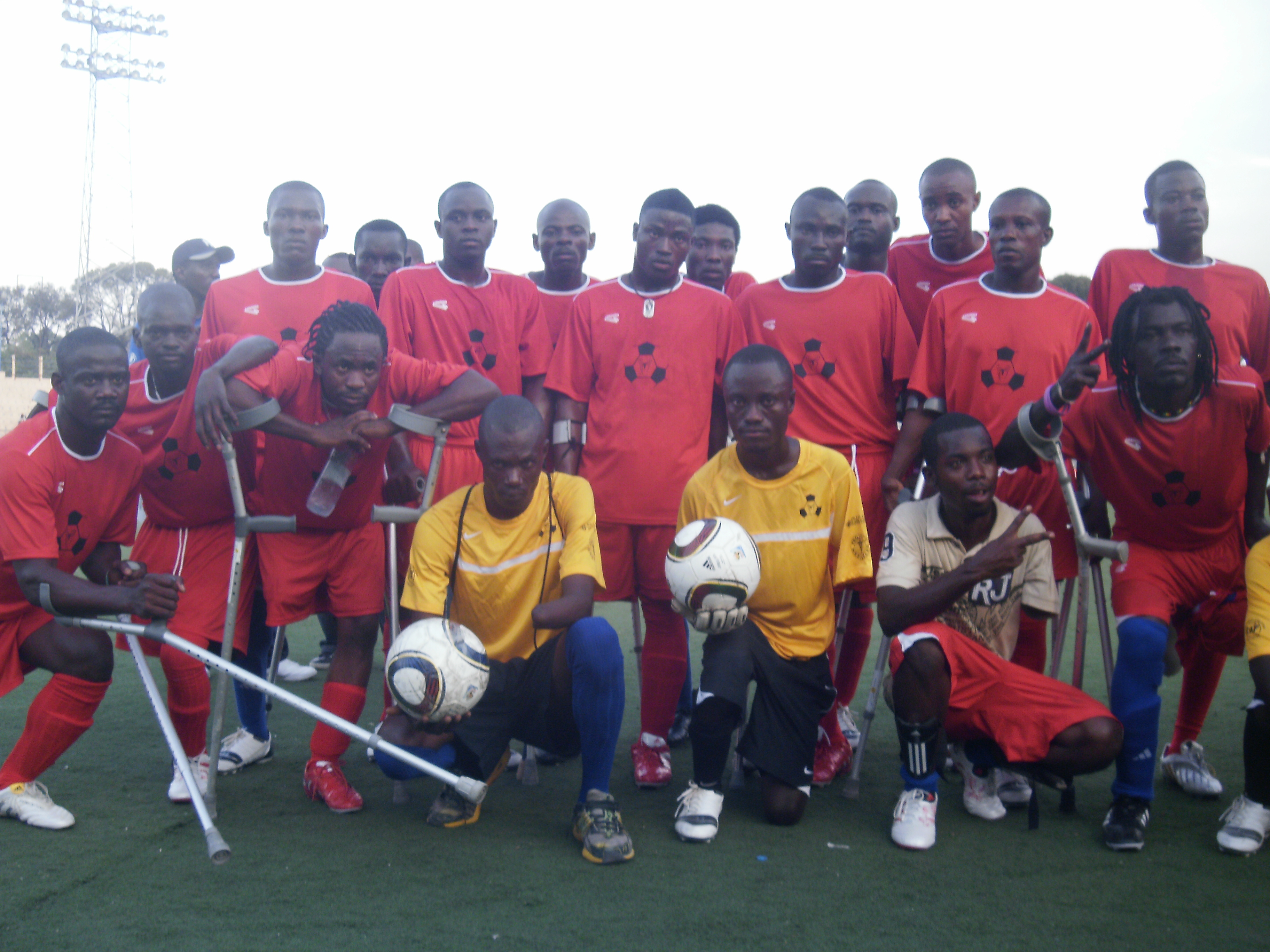
Team Zaryen, equip de futbol d'amputats de Port-au-Prince.

- Lligues:
  - Championnat National D1
  - Championnat National D2
  - Championnat National D3
  - Campionat de Port-au-Prince
- Coupe d'Haïti

## Principals clubs
Clubs amb més campionats nacionals a 2019.
- Football Inter Club Association (Cap-Haïtien)
- Racing Club Haïtien (Port-au-Prince)
- Tempête FC (Saint-Marc)
- Baltimore SC (Saint-Marc)
- Don Bosco FC (Pétion-Ville)
- Violette Athlétique Club (Port-au-Prince)
- Aigle Noir Athlétique Club (Port-au-Prince)
- Victory Sportif Club (Port-au-Prince)
- AS Capoise (Cap-Haïtien)
- AS Mirebalais (Mirebalais)
- Racing FC Gonaives (Gônaïves)
- Roulado FC (La Gônave)
- América FC des Cayes (Cayes)
- Cavaly AS (Léogâne)

## Jugadors destacats
Fonts:
Des de 1960
- Jean-Claude Désir
- Guy Saint-Vil
- Philippe Vorbe

Des de 1970
- Eddy Antoine
- Claude Barthélemy
- Henri Françillon
- Guy François
- Ernst Jean-Joseph
- Wilner Nazaire
- Emmanuel Sanon
- Roger Saint-Vil

Des de 1980
- Arsène Auguste
- Daniel Cadet

Des de 1990
- Wagneau Eloi
- Golman Pierre

Des de 2000
- Alexandre Boucicaut
- Pierre Richard Bruny
- Frantz Gilles
- Jean-Jacques Pierre

Des de 2010
- Jean Sony Alcénat
- Monès Chéry
- Wilde-Donald Guerrier
- Jean-Eudes Maurice
- Johny Placide

## Principals estadis

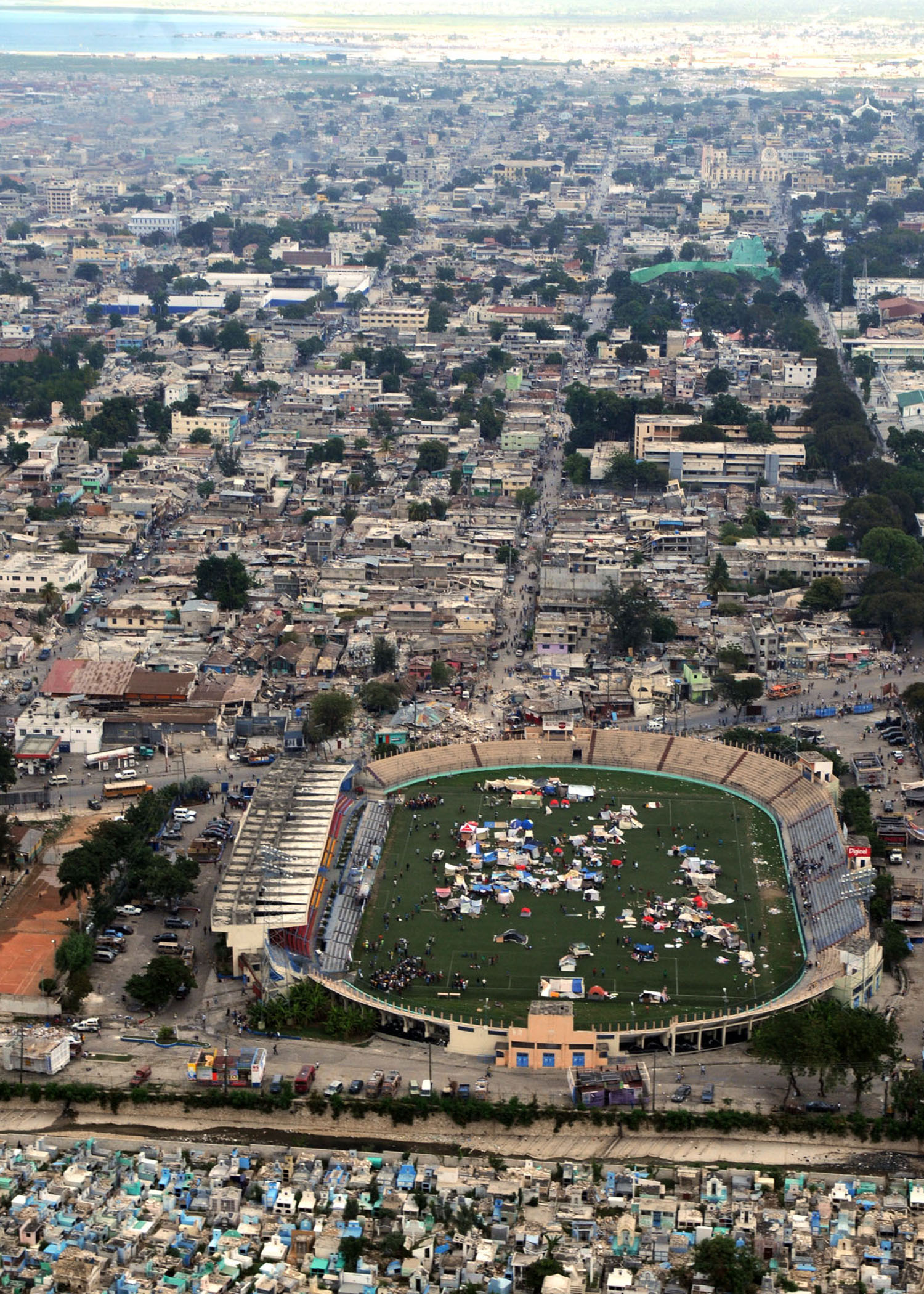
Estadi Sylvio Cator.

| # | Estadi             | Seu            | Capacitat |
| - | ------------------ | -------------- | --------- |
| 1 | Stade Sylvio Cator | Port-au-Prince | 10.500    |
| 2 | Parc Saint-Victor  | Cap-Haïtien    | 9.500     |